# بيل لوماس
بيل لوماس (بالإنجليزية: Bill Lomas)‏ مواليد 8 مارس 1928 في ديربيشاير، إنجلترا - الوفاة 14 أغسطس 2007 في إنجلترا، كان متسابق دراجات نارية بريطاني فاز ببطولة سباق الجائزة الكبرى للدراجات النارية. نافس في سباقات بطولة العالم لفئة 500 سي سي ولفئة 350 سي سي ولفئة 250 سي سي ولفئة 125 سي سي ولفئة 50 سي سي. كما شارك في كأس جزيرة مان السياحية.

## البطولات
- سباق الجائزة الكبرى للدراجات النارية 1955
- سباق الجائزة الكبرى للدراجات النارية 1956

## روابط خارجية
- بيل لوماس على موقع IMDb (الإنجليزية)